# 月刊コロコロコミック

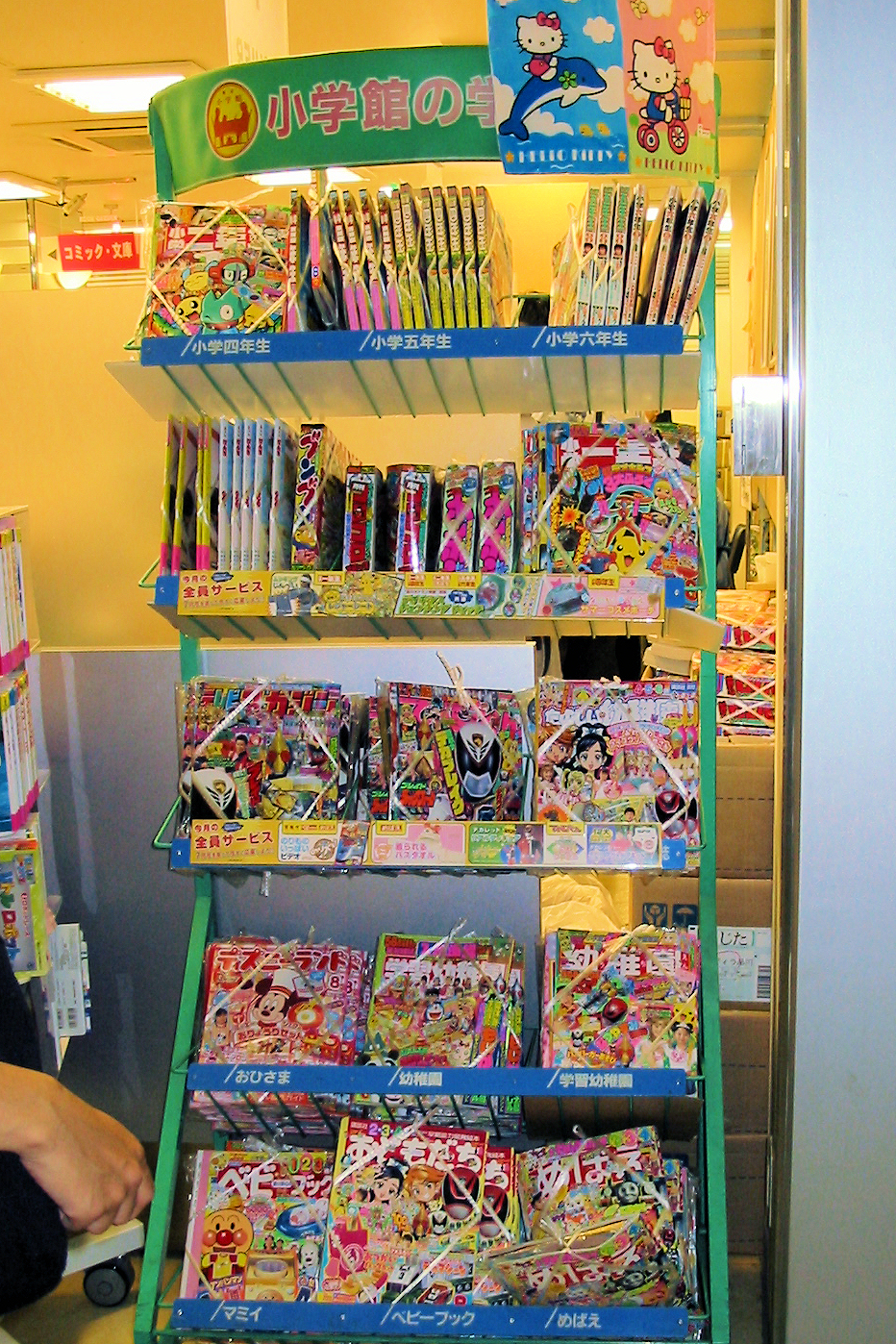
『月刊コロコロコミック』が並ぶ売場（上から2段目（下から4段目）の中央。『コミックボンボン』と隣り合わせになっている。2004年撮影）

『月刊コロコロコミック』（げっかんコロコロコミック）は、小学館が発行している小学生向けの月刊漫画雑誌。1977年5月15日創刊。漫画の他に、様々なキャラクターや玩具、ゲームなどを扱っている。『月刊コロコロコミック』と『別冊コロコロコミック』と『コロコロイチバン!』は、「コロコロ3兄弟」と呼ばれる。

## 概要

### 創刊時期・マスコットキャラ
少年漫画雑誌の読者層が上がっている中で、小学生が読むための漫画雑誌として創刊。学年誌より一回り小さいサイズとすることにより余った紙を厚さにまわし、この手にしたときのコロコロとしたスタイルから『コロコロコミック』と命名された。創刊当初は3か月に一回の刊行。4号（1978年1月号。1977年12月15日発売）より隔月刊（奇数月）。12号（1979年4月号。1979年3月15日発売）より月刊。現在は毎月15日頃発売。通称「コロコロ」。別冊との区別のため誌内では「月コロ」と書かれている場合もある。
マスコットキャラは初代が「コロちゃん」という名称で、頭に毛が3本、白く丸い身体に目と口、手足が生えているというキャラクターだった。2代目は1981年4月号以降「コロドラゴン」となり現在に至っている。「コロドラゴン」の名は読者からの公募によって決まった。

### 連載漫画の特徴
創刊当初は赤塚不二夫や川崎のぼるといった有名漫画家の漫画作品や『ドラえもん』などの小学館の学年別学習雑誌に連載していた藤子不二雄作品を掲載していた。現在の編集部によると、むしろドラえもんを大量に読める雑誌（例えば創刊号では200ページ分がドラえもん作品だった）として創刊したと位置づけられている。
ゲームメーカーや玩具メーカーとタイアップした漫画や記事を掲載し、ファミコン、ビックリマン、アーケードゲーム、ミニ四駆、バーコードバトラー、ポケモン、ビーダマン、ハイパーヨーヨー、ベイブレード、デュエル・マスターズ、ゾイド、甲虫王者ムシキング、妖怪ウォッチ、ニンジャラなど各商品でブーム・社会現象を巻き起こした。
1980年代には『忍者ハットリくん』などの藤子作品や『おぼっちゃまくん』（小林よしのり）、『つるピカハゲ丸』（のむらしんぼ）といったギャグアニメがテレビ朝日系列で放映され人気を博す。
1990年代以降は子供が見られる時間帯のテレビアニメ枠の減少もあり、アニメに積極的なテレビ東京系でのアニメ化が多い。例外は玩具とのタイアップ漫画からアニメ化された『Bビーダマン爆外伝』（1996年連載、名古屋テレビ製作のテレビ朝日系列で1998年から1999年）と、1989年と1990年に番外編が連載された日本テレビ系制作・放送の『魔神英雄伝ワタル』シリーズ、『機獣新世紀・ZOIDS』（1999年連載、毎日放送製作のTBS系列）である。
また、放送中のテレビアニメとタイアップしたコミカライズ版を連載することも多い。内容や設定が低年齢層には分かりづらかったり、月刊連載であることから毎週放送のアニメに遅れないため、内容の一部をカットすることも多い。
これら玩具やホビー、アニメとのタイアップ作品では、関連商品の売り上げや読者人気の低迷等で連載作品としては不発に終わり打ち切られるケースも少なくない。人気面ではなく編成の都合で突如打ち切りとなる場合も多い。
近年では新連載となる、もしくは番外編が掲載される場合は大増ページで別冊付録として掲載されるケースも多く見られる。
編集方針として「ガッツな笑いとド迫力」という標語が知られている。

### 下ネタ
メインの読者層となる男子小学生をターゲット（受け狙い）にした下ネタや暴力的なギャグが非常に多く、PTAからは常にクレームが付いている。特に『おぼっちゃまくん』の連載時（1986年～1994年）には、男児の性器の露出や、能動的な排泄で笑いを取る下ネタに対して多大な批判を受けた（後の『うちゅう人田中太郎』〈1998年～2004年〉の連載初期や、『学級王ヤマザキ』〈1995年～2001年〉などにも同様の描写がある）。初期の頃から若い女性が乳房を露出するなどのヌード描写が少なからず見られたほか、1995年前後には猟奇的描写や差別用語、ホモ（ゲイ）をネタにした作品も存在したが、2003年ごろには出版業界全体で自主規制が行われるようになり、ほぼ見られなくなった。2000年代以降でも『ペンギンの問題』など男性の全裸キャラクターが登場する作品自体は存在するが、男性器部分には●状の塗り潰しやモザイクのトーンで隠すなどの自主規制が行なわれるようになった。
下ネタの中でも男性器・排泄物を扱うことが多いのは、メインの読者層である小学4 - 6年生の男児の受けが圧倒的にいいためで、編集部ではこれを「うんこ・ちんちん原理主義」と呼んでいる。逆の理由で女の子が主人公の作品が掲載される例は少なく、6代目編集長の横田清は「女の子に興味を持ち出したら、その子たちは『コロコロ』を卒業していってもらっていい」「それは子供が成長して次の段階に入ったということ」と語り、いわゆるラブコメなどを掲載しない理由としている。そのため、少年誌や青年誌に見られるようなお色気描写や性的描写は非常に少ない。
2018年3月号掲載の『やりすぎ!!! イタズラくん』（吉野あすみ）の作中で、チンギス・カンの肖像画に品のない落書きをする表現があり、朝青龍が自身のTwitterアカウントで批判。これを知ったモンゴル大使館が、同年2月23日に外務省に抗議する事態にまで発展し、小学館は謝罪に至ることとなり、同年3月6日に同号の販売を中止し、書店へ返品するよう申し出ると発表した。作者の吉野は、Twitterアカウントを非公開にする対策を施したが、6日に公式サイト上で謝罪している。また、次号である2018年4月号でも謝罪文を掲載した。なお、前述の問題作が掲載された号は一部のフリマアプリで2000円で売りに出されたものも出ている。
なお、小学校高学年以上を対象とした派生誌である『ハイパーコロコロ/コミックGOTTA』や『コロコロG』では、男子側の第二次性徴に関わる下ネタやお色気、暴力・猟奇的描写を取り入れた作品を多く扱っていた。

### ライバル誌
一般的にコロコロのライバルとしては『コミックボンボン』（講談社）が挙げられるほか、『ボンボン』の衰退後は『月刊少年ガンガン』（スクウェア・エニックス）を挙げる人間も多い。ただ『コロコロ』編集部内では、『ボンボン』よりもむしろ『週刊少年ジャンプ』（集英社）をライバルとして意識していたという。なお、創刊間もないころの『てれびくん』の広告では、同じ出版社から出されているコロコロを名指しでライバル視した表現がされていた。

### 備考
児童雑誌であるため、女性タレントのグラビアなどは基本的に存在しないが、お笑い芸人やスポーツ選手の特集記事や、バラエティー番組やテレビドラマのタイアップ等は稀に組まれることがある。特に1990年代後半から2000年代初頭には玩具やゲーム以外のタイアップにも積極的で、K-1のコミカライズやテレビ情報誌のようなテレビ番組の紹介記事の他に、「コロコロランキングマガジン」のコーナーでレンタルビデオやシングルCDの売上ランキング等も掲載されていたが、いずれも2002年ごろから廃止された。
1990年代まではハリウッド映画のコミカライズにも積極的で、主に『ラスト・アクション・ヒーロー』（1993年）や『スモール・ソルジャーズ』（1998年）などの映画がコミカライズされた。
また、2000年代前半ごろにビールのポスター風の水着女性の広告が載ったことがある。

## 連載作品
2025年9月号現在で連載中の作品。
| 作品名                                      | 作者（作画）                       | 原作など                        | 開始号       | 備考                                     |
| ------------------------------------------- | ---------------------------------- | ------------------------------- | ------------ | ---------------------------------------- |
| スーパーマリオくん                          | 沢田ユキオ                         | 任天堂                          | 1990年11月号 |                                          |
| ケシカスくん                                | 村瀬範行                           | －                              | 2004年06月号 |                                          |
| 星のカービィ 〜まんぷくプププファンタジー〜 | 武内いぶき                         | 任天堂 ハル研究所               | 2016年11月号 |                                          |
| なんと！でんぢゃらすじーさん                | 曽山一寿                           | －                              | 2017年04月号 | 『でんぢゃらすじーさん』 のシリーズ第3作 |
| スプラトゥーン バンカラ！                   | ひのでや参吉                       | 任天堂                          | 2017年06月号 | 2022年10月号から連載再開                 |
| まんがで！にゃんこ大戦争                    | 萬屋不死身之介                     | ポノス                          | 2018年12月号 |                                          |
| デカ杉デッカくん                            | あずまかなき                       | －                              | 2020年02月号 |                                          |
| マインクラフト〜世界の果てへの旅〜          | 瀬戸カズヨシ                       | Mojang                          | 2020年05月号 |                                          |
| ブラックチャンネル                          | きさいちさとし                     | －                              | 2020年11月号 |                                          |
| 運命の巻戻士                                | 木村風太                           | －                              | 2022年02月号 |                                          |
| デュエル・マスターズWIN                     | 松本しげのぶ                       | タカラトミー                    | 2022年09月号 | 『デュエル・マスターズ』 の新シリーズ    |
| まいぜんシスターズ                          | 永井ゆうじ                         | －                              | 2022年11月号 |                                          |
| ベベベベベイビー                            | コーヘー                           | －                              | 2022年12月号 |                                          |
| ゲーマーが妖怪退治やってみた!               | 小松清太郎                         | －                              | 2023年05月号 |                                          |
| ダダサバイバー                              | クリストファー・アイゼンフィールド | Habby                           | 2023年07月号 |                                          |
| BEYBLADE X                                  | 出水ぽすか                         | 河本ほむら 武野光 タカラトミー  | 2023年07月号 |                                          |
| にじさんじ でびでび・でびるの侵略！         | ベラボウ                           | ANYCOLOR                        | 2023年10月号 |                                          |
| カードファイト!! ヴァンガード スカイライド  | 大円坊真                           | ブシロード                      | 2024年01月号 |                                          |
| あくまっこピルケ                            | キューライス                       | －                              | 2024年09月号 |                                          |
| 開運コロシアム                              | 小泉作十                           | バンダイ                        | 2024年10月号 |                                          |
| ハイパーヨーヨーACCEL                       | 東東                               | バンダイ                        | 2024年12月号 |                                          |
| 魔神創造伝ワタル                            | 焼nick                             | バンダイナムコピクチャーズ      | 2025年01月号 |                                          |
| 私立すとぷり小学校                          | 山内コウタロウ                     | 秋野ハロ ななもり。（すとぷり） | 2025年02月号 |                                          |
| モンスター烈伝 オレカバトル2                | 石井敬士                           | KONAMI                          | 2025年02月号 |                                          |
| キレイセカイ                                | ふじこう                           | －                              | 2025年03月号 |                                          |
| メテオアリーナ・スターズ                    | パヤパヤ                           | でらゲー                        | 2025年04月号 |                                          |
| こい丸                                      | 公たくみ                           | 日清食品                        | 2025年04月号 |                                          |
| 爆コロROCK                                  | 御狐ちひろ                         | ぬかがゆうた                    | 2025年05月号 |                                          |
| 我が一円くん                                | てらちあ                           | －                              | 2025年05月号 |                                          |
| SHION                                       | ひなしょ                           | －                              | 2025年06月号 |                                          |
| ソニックと勇気のつるぎ                      | 今田ユウキ                         | セガ                            | 2025年07月号 |                                          |
| つよいぞ！ ムテキッズ                       | すけまる                           | キリンビバレッジ                | 2025年07月号 |                                          |
| バグ太くんはバグってる！                    | 早河つかさ                         | －                              | 2025年07月号 |                                          |
| 戦獄リボーン                                | 阿登フジタ                         | 大河内一楼 daichi               | 2025年09月号 |                                          |

### 休載中
| 作品名   | 作者（作画） | 原作など | 開始号       | 備考 |
| -------- | ------------ | -------- | ------------ | ---- |
| からめる | からめる     | －       | 2021年05月号 |      |

## 単行本
単行本のレーベルは「てんとう虫コミックス（TC）」（てんとう虫コロコロコミックス）である。毎月28日発売。
連載作品の単行本は、藤子不二雄作品などの一部の例外を除いて連載終了後まもなく絶版にされる作品が多く、単行本の回転が非常に速いことも特徴である。また、メジャー誌としては珍しく未単行本化作品や単行本未収録エピソードも多い。その理由も表現問題等ではなく、1巻に収録するにはページ数が不足・過剰であるためであることが多い。
打ち切り作品も含め過去に連載・絶版されていた作品がインターネットコミュニティ上で紹介されることが多く、2000年代より復刊ドットコムなどで再版を呼びかける運動が起こり、復刊ドットコムやサブカルチャー系の出版社からアンソロジー形式で出版されることがある。また、2007年の『熱血!!コロコロ伝説』の企画により、1980年代を中心としたごく一部のタイトルは小学館から再版されている。
2009年より、過去のてんとう虫コミックスと未単行本化作品の底本データをコンテンツワークスのオンデマンド出版サイト「コミックパーク」に順次供給しており、同サイトを通じて正規ルートでオンデマンド製本された単行本を入手することが可能となった（「コロコロコミック アーカイブズ」として展開し、2013年10月時点で60タイトル余りを販売）（2022年9月にコミックパークは終了するため一部の作品はまた絶版に戻る）。また、一部タイトルは後年、小学館により電子書籍化され、電子書籍販売サイトに供給している。

## 藤子不二雄との関わり
てんとう虫コミックスに未収録となっていた『ドラえもん』の話をまとめて読むことができるように、と方法を模索した結果が『コロコロコミック』創刊の発端で、『ドラえもん』を中心として藤子不二雄作品を集めた新しい児童向けの雑誌として創刊準備は進められた。少年漫画雑誌の読者層が上がっている中で、「小学生が読む、本当の意味でのまんが雑誌を作りたい！」という創刊編集長である千葉和治の言葉に、藤子Fは感化され、自身の全ての作品の掲載権を預けるとまで言って協力している。
小学館の学年別学習雑誌へ掲載された『ドラえもん』の総集編の色合いが強い雑誌として創刊された。そのため、創刊号の表紙は「ドラえもん」という文字が誌名よりも大きな字で書かれている。創刊当初は毎号『ドラえもん』が100頁掲載されているのが売りになる点だった。なお、創刊号は200頁、第2号は150頁掲載され、1995年8月号まで続けていた。『ドラえもん』のテレビ化開始直前には、1979年3月15日号（第11号）を「ドラえもんテレビ化記念おいわい特別号」の副題で発行。テレビ放映開始後の1979年と1980年の2回、別冊で#コロコロコミックデラックス「テレビ版ドラえもん」も発行された。映画作品の原作である『大長編ドラえもん』を映画公開前に掲載するなど、『ドラえもん』を前面に打ち出し、そのほかにも多数の藤子不二雄作品が掲載されていた。それらの作品は巻末の目次でも掲載順ではなく別枠として記載されていた。藤子・F・不二雄の死後は藤子プロの手による『大長編ドラえもん』や派生的な漫画『ドラベース ドラえもん超野球外伝』が掲載され、『ドラえもん』の再収録が2002年4月号より行われている。
背表紙のデザインは4月号～翌年3月号までの1年単位で統一されている。創刊号からの通巻ナンバーが記載されており、ドラえもんが必ず描かれているのが特徴である。
初期のころには藤子不二雄のアシスタント陣による『フジコフジオ日記』（藤子スタジオの日常を描く）や『藤子不二雄のまんが入門』（読者投稿の『ドラえもん』を題材とした4コマ・1コマ漫画を批評する）などの連載があった他、藤本と安孫子の出会いからデビュー当初までを描く『まんが道』（藤子不二雄Ⓐ）を年少向けに作り直したものともいえる『藤子不二雄物語 ハムサラダくん』もあった。また、チーフアシスタントだった方倉陽二による『ドラえもん百科』が連載され、ここから『ドラえもん』の裏設定（いわゆる方倉設定）が生まれていった。
「小学館新人コミック大賞」の児童部門である「藤子不二雄賞」の結果発表と受賞作品の掲載誌としても使われていた。

## 系列誌

### 増刊号
1980年代〜1990年代前半にかけて年3回（新年、春休み、夏休み）刊行されていた増刊号。
本のサイズは本誌と同様だがページは少ない。内容は特集記事と本誌連載作品の番外編、読み切り作品、新人作家の新人賞受賞作品といった具合に別冊と似通った構成ではあるが、読者コーナーや作家の巻末コメントは存在しない。

### コロコロコミックデラックス「テレビ版ドラえもん」
ドラえもんテレビアニメ放映化に伴い、番組・製作内容を特集したもので、カラーページを多用。1979年に第一号、1980年に第二号を発行（定価380円）

### 別冊コロコロコミック
1981年3月28日創刊。偶数月発売の隔月刊である。

### ぴょんぴょん
1988年創刊。本誌2代目編集長である福島征英によって立ち上げられた女児向け漫画雑誌。月刊コロコロコミックの編集方針を少女向け雑誌へと応用する形で創刊され「元気な女の子たちの新まんが雑誌」というキャッチコピーのもと「女の子向けのコロコロコミック」を目指した。雑誌名の「ぴょんぴょん」も本誌の誌名である「コロコロ」と好対照となるよう、本誌を倣う形でオノマトペから名付けられたものである。
創刊時は隔月刊誌として始まり、翌1989年1月号より月刊化に至るが、1992年に入ってからは不振が続き同10月号にて休刊。編集部および作家陣は『ちゃお』に併合されて引き継がれた。この併合が2000年代以降の『ちゃお』のメディア戦略に大きな影響を与えた（『ちゃお』側に『コロコロコミック』系列誌側が用いているメディア戦略のノウハウが流入することとなった）とされる。

### ハイパーコロコロ・コミックGOTTA
1999年創刊。『コロコロ』の高学年版という位置づけであった。売り上げ不振のため、2001年7月号をもって休刊。

### てれコロコミック
『てれびくん』との共同編集により発売された。2001年9月号増刊と2002年1月号増刊が発売。

### ギャグコロコミック
2003年7月30日に増刊号として発売された。2003年12月号（2003年11月15日発売）以降は、本誌の別冊付録として付属している。

### コロコロイチバン!
2005年3月25日創刊。以前は奇数月発売の隔月刊であったが、2011年6月号以降は月刊となっている。

### 熱血!!コロコロ伝説
2007年5月25日に、『コロコロコミック』創刊30周年特別企画として創刊。1977年 - 1996年に連載されていた漫画の一部を掲載した「大人向け」の雑誌。10号に分けて発売された。

### コロコロG
2010年5月創刊。『ハイパーコロコロ』、『コミックGOTTA』と同様のコンセプトで発売された。しかし、2011年11月の発売を最後に長期休刊状態になっている。

### コロコロアニキ
2014年10月15日に『コロコロコミック』の増刊号として発売。かつて本誌を愛読していた中学生～3・40代の大人をメインターゲットにしている。2019年夏号より年3回（4か月毎）の発売。2021年春号をもって紙媒体による刊行を終了し、連載漫画はコロコロオンライン内のWeb漫画へ移行した。さらに、週刊コロコロコミック創刊後はそちらに移行している。

### ミラコロコミック
2019年1月25日創刊。「ミライからやってきたミラクルなコロコロ」をキャッチコピーにしており、未来の本誌で連載を狙う読み切りを中心に掲載し、また本誌連載作品の未来を舞台とした番外編も収録される。創刊から約1年後の2020年1月17日には第2号（Ver2.0）が発売されたものの、2021年以降は単独の雑誌としては刊行されなくなったが、別冊コロコロコミック2021年6月号から2023年2月号までミラコログランプリとしての企画が隔号ごと（2月、6月、10月号）に行われた。その後2023年5月15日に『合体コロコロコミック』が発売され、その内容の1つとしてミラコロコミック2023年春号が収録された。その後も合体コロコロコミックの内容の1つとして、2023年秋号・2024年冬号が発行されている。

### 週刊コロコロコミック
2022年3月15日創刊。コロコロコミック編集部、コロコロイチバン！編集部、コロコロアニキ編集部、てれびくん編集部の4編集部が運営する無料のWeb漫画サイトであり、公式サイト「コロコロオンライン」内に創設された。
子どもの読者のために新作を365日無休で配信する。それと同時に、元コロコロ読者の親世代のために過去の名作も毎日公開すると共に、コロコロアニキ連載漫画の新作掲載の場も兼ねる。創刊に伴い、コロコロオンラインの旧漫画コーナーは公開を終了している。
2024年10月4日に「より読みやすく」するためにリニューアルし、「コロコロオンライン」から独立。漫画は毎朝10時に基本無料で配信されるほか、過去作品の公開や、課金機能が追加されている。

## ホビーメーカーとの関わり
創刊当初より、本誌はホビーメーカーの宣伝的な要素を強く含んでいる。主な宣伝手法として、玩具を取り扱ったマンガの存在が挙げられる。ブームまでに至らず終了したものもあるが、多くは子供たちの間でヒットした。ブームのレベルとしては、『爆転シュート ベイブレード』の場合「どこに行っても手に入らないほどの品薄状態が約半年間続く」などといった現象が起きている。『ポケットモンスター』に関しては、いち早く最新情報を掲載したり、「ミュウ」を初めとする限定ポケモンの配布を行うなど、特に力を入れている。漫画に関しても、最古参の『ポケットモンスター』を筆頭に、これまで数多く連載されてきた。毎年夏の映画公開が近づくと、劇場版を漫画化した作品が2 - 3か月に渡って連載される。ただし『ドラえもん』とは異なり、「続きは劇場で確かめよう」などと表記され完結せずに終わり、コミックスでのみ結末が収録される。後に『ドラえもん』も同じように結末は掲載されなくなった。また、ホビー系商品を原作にした漫画の場合、『デュエル・マスターズ』のように作者の意向とは無関係に、新商品にあわせて漫画の展開を大きく変えることがある。なお、
『デュエルマスターズ』は、当初は『マジックザギャザリング』とのタイアップであった。このように途中から漫画内でタイアップしたホビーが変わるケースは珍しい。コミカライズはしていないものの、CEROレーティングC（15歳以上対象）のゲーム『モンスターハンター』『フォートナイト』の記事を掲載している。
『デジモン』のように、シリーズが進むにつれて突如としてタイアップや宣伝を打ち切るホビーも多い。
スクウェアエニックスのコンテンツでは、『ドラゴンクエストシリーズ』は関連ホビーの「バトエン」や新作などを比較的取り上げるが、『ファイナルファンタジーシリーズ』は関連作の『チョコボの不思議なダンジョン』を除くと、取り上げることはほとんどない。
当誌の誌面内では玩具をほとんどの場合「ホビー（本来は趣味・道楽の意）」と呼称することが一般的であり、「おもちゃ」や「玩具」呼ばわりされることに関しては基本的に否定的である。また、『コロコロ』に限らず、小学館の学年誌各誌や『てれびくん』などでもホビーの呼称を用いている。

## 歴代編集長
1. 千葉和治（創刊編集長、1977年 - 1985年）＊故人（のむらしんぼ作『コロコロ創刊伝説』にて言及）
2. 福島征英（2代目編集長、1985年 - 1987年）
3. 平山隆（3代目編集長、1987年 - 1991年）
4. 黒川和彦（4代目編集長、1991年 - 1994年）
5. 三浦卓嗣（5代目編集長、1994年 - 1999年）
6. 横田清（6代目編集長、1999年 - 2004年）
7. 佐上靖之（7代目編集長・愛称 サガミネーター、2004年 - 2011年）
8. 村上孝雄（8代目編集長・愛称 ムラ神さま、2011年 - 2015年）
9. 和田誠（9代目編集長・愛称 まこ殿さま、2015年 - 2019年）
10. 秋本武英（10代目編集長・愛称 秋本じゃけぇ編集長、2019年 - 2024年3月号[20]）
11. 益江宏典（11代目編集長・愛称 ますえすパー[21]、2024年4月号[1] - ）

## 読者コーナー
初代はコロコロFC（最終担当：なかむらひとし）で、その後、天久聖一とさいくろん猿橋（現在のPNはサイクロン猿橋）の2人で「コロコロバカデミー」「コロコロ超（ウルト）ランキング」などが掲載された。現在このコーナー枠は「ハガ友マンション」になっている。2002年5月号までの長い間、このコーナーは雑誌の最後に掲載されていたが、次の6月号からは情報コーナーに内包（そのため、サイズがやや縮小）という形になった。
こうした雑誌全体の読者コーナーの他にも個別の漫画作品やホビーごとのコーナーが設けられる事もあり、会員証やバッジなどが雑誌の付録や投稿掲載の景品として用意される場合がある。

### コロコロファンクラブ
創刊号から続く読者コーナー。途中何度かのリニューアルを行い、松本しげのぶなど、後にホビー漫画でヒットを飛ばす作家がカット絵を担当したこともあった。好評だったが、2001年1月号をもって23年間の歴史に幕を閉じた。途中から点数制を導入し、掲載された作品には点数を付け、点が増えるとそれに応じた賞品がもらえた。ただし、「1〜5点まである」とされていながらほとんどのハガキは1点であり、「全作品中最もインパクトがあった。よって2点」、「3点進呈」とコメント付で掲載された作品が数本存在したのみである。

### よりわけ隊時代の読者コーナー
構成はかなり自由で、レイアウトも毎号のように変わっていた。決められたコーナー以外にも様々な投稿ハガキを取り上げており、いくつかのコーナーはその中から始まっている。
よりわけ7（セブン）
よりわけ隊のリーダー。おでこに数字で7と書かれた、太い眉毛とハゲ頭が特徴の青年。1985年6月号発表の読者コンテストによって、金賞とは別の秋田県の読者のアイデアが採用された。
ハガキくん、ポストくん、切手くん、ふうとうくん
郵便関連グッズを基にした、よりわけ隊のメンバー。ハガキくんのデザインは上記コンテストの山形県の読者のアイデアから決定された。ふうとうくんの発案者は岡山県の読者。このデザインのよりわけ隊は1991年12月号までを担当した。
1992年以降はひかわ博一（〜1994年）、松本しげのぶ（1994年〜2000年）、なかむらひとし（2000年〜2001年）がカットを担当。
　神サマ、ピット、サータン
松本しげのぶ時代のキャラクター。
　室長、ハッキー、ガッキー
なかむらひとし時代のキャラクター。

#### 主なコーナー
見たぞ〜!大発見コーナー
コロコロキャラの変なところにツッコミを入れるコーナー。
おもしろことば
ダジャレや言葉遊びを含んだ面白い言葉を紹介。関連コーナーに「使ってみましたおもしろことば!」がある。
スネカミコーナー
コロコロキャラや漫画内の変なところや気になるところにツッコミを入れるコーナー。コーナー名の由来は骨川スネ夫の髪型。その立体構造を予想したハガキが1987年1月号に掲載されたことを切っ掛けに、数か月に渡る大論争がファンクラブ内で勃発。同年9月号にて正式にコーナー化された。
合体マンガ・モンタージュ漫画
コロコロの漫画のコマを同じ号同士でつなぎ合わせて別の漫画を作るコーナー。
すりかえセリフコーナー
コロコロキャラの台詞を別の物に差し替えるコーナー。別冊で好評だったため逆輸入された。
きみならどっち?
コロコロキャラの似通った部分を比べ合い、読者にどちらかを選ばせるコーナー（野球漫画2つを比べて「どちらのチームに入りたい?」料理下手な女の子キャラ2人「どちらの料理を食べたい?」など）。
コロコロマンシールコレクション
コロコロキャラを使ったビックリマンシールのパロディ。
ソー作小話
コロコロキャラに駄洒落を言わせるコーナー。コーナー名の由来は『あほ拳ジャッキー』の登場人物、ブルース・ソーから。
キミ撮るカメラ
読者が見つけたおもしろネタを写真で投稿するコーナー。ふうとうくんが担当した。
愛読者レポート
文章投稿ページ。コロコロイベントや生活の中での様々な体験談を文章で投稿する。
コロコロ大賞
年末あたりに行われる人気投票で、コロコロキャラをド元気賞、ドアホ賞、トップアイドル賞、新人賞の4つの部門にランキングする。発表は翌年2〜3月号。こいつが主役賞、いい味わき役賞、こころの友賞、あのセリフ忘れないで賞の4部門だった年もある。
勝手にうわさコーナー
コロコロキャラの様々な噂を作るコーナー。
リアルイラスト
毎回、テーマに選ばれたコロコロキャラをリアルに描くコーナー。コーナー末期は恐い描写や迫力のあるイラストは掲載されなくなり、写実的やギャグ的要素を含むイラストが掲載されることが多くなり、掲載作品は少なくなった。
ムリダス
コロコロキャラに絶対無理だといえることを紹介するコーナー。
もしもイラスト
毎回、「もしも○○だったら」というテーマで自分だったらどうするかを考えるコーナー。
パロディイラスト
コロコロキャラやタイトル、ホビーなどの名前を少し変えたパロディを考えるコーナー。
ミラクルホビーコーナー
コロコロキャラを使った新商品を考えるコーナー。
あて先イラスト
読者イラストの一種類。コロコロキャラの体の一部やアイテム等が空欄のようになっており、その中に投稿ハガキのあて先が写植文字で書き込まれていた。キングオブコメディの高橋健一が小学生時代に投稿し採用されたハガキから始まったと言われている。
etc…

### 天久・猿橋時代の読者コーナー
『コロコロFC』終了後「がっかりしないでくれ」と、天久聖一とサイクロン猿橋（当時はさいくろん猿橋）が手がけたコーナー。

#### コロコロバカデミー
「小学校の問題」を読者が間違えて答え、それを応募するコーナー。
このコーナーから身近なものを間違えて答えたり、歴史上の人物にニックネームをつけるなどという方式が生まれた。採用者には、下じきとノートが送られた。一度だけ番外編（読者の投稿ネタとは別にオリジナルの問題と回答をもとにした漫画）が連載漫画と同じページに掲載されたことがある。
2011年1月22日には、本コーナーに掲載されたネタを収録した書籍『こどもの発想。 コロコロバカデミーベストセレクション』がアスペクトから発売された（著者：天久聖一、書籍コード：ISBN 9784757218482）。

##### 登場キャラクター
ブタ野ケツ太郎（54）
バカデミー校長。爆笑0点とブタが好き、頭にあるのは毛じゃなくて豚のしっぽ（本人いわく「毛じゃなくて皮。わしのチャームポイント」）らしい。
ふま じめ男（12）
学級委員長。名前の割にマジメ。初期の頃はそうでもなかったが途中から語尾に「 - でやんす」と付くようになる。
でた らめ子（12）
副学級委員長。エビ（じめ男には「ザリガニ」と言われる）をカンザシ代わりにしている。バカデミーで一番クールであるため、4人の中ではツッコむ回数が最も多い。
うんち もれ造（6）
新入生。「 - うんち」が口癖。外見は正に「うんち」。
回転おやじ
にらめっこコーナーの司会者兼審判。普段は厳しそうな顔だが、笑う時は顔が180度回転して大笑いする顔になる。
テントリ虫
ケツ太郎のペットで、問題についてアドバイスをしていた。後の方には登場しなくなる。

##### 主なコーナー
国語・算数・理科・社会・バカ
ごく普通の穴埋めテストが出題される。ただし問題には全て「まちがえて」答えなければならない。当初はこの形式がメインで、これに属しないお題が「バカ」という科目に分類されていた。
表紙だけマンガ大賞
自作マンガを表紙だけ考えて、それをハガキの裏に書いて小学館へ送るものだった。
ケツ太郎賞を受賞した作品にはケツ太郎が勝手にあらすじを書いていた。
もれ造賞はページ数のため作品名のみの掲載だった。
ニックネームの問題
歴史上の人物に「ニックネーム」をつける。
図工の問題
テーマに沿って自分のオリジナルの○○を考える（回転寿司のネタ、クレーンゲームの景品など）。
言葉足し算
国語と算数の合体問題
- 「後藤真希」+「マキロン」=「後藤マキロン」
- 「平井堅」+「フランケンシュタイン」=「ヒライケンシュタイン」など

うそんこ絵日記
自分で勝手に絵日記を書くというもので、2001年10月号（実際の発売は9月15日）の宿題だった。うそんこ絵日記大賞は「今日はぼくは魔王と勝負した。もちろんぼくが勝った。大統領がお礼に日本をくれた」というもの。
にらめっこカードゲーム
カードを見せ合って笑った方が負けというカードゲームという設定で、読者の投稿したイラストを出し合う。実質的にはテーマなしのフリーコーナーに近い。

#### コロコロ超（ウルト）ランキング
読者の選ぶナンバーワンをはがきで決定するコーナー。世界一の小国ビリケツ王国が良い意味での世界一になるためランキングを行い、1位に輝いた粗品を国宝と定めて国を世界一で埋め尽くそうと宣言する。2004年4月号から9月号までの6か月しか掲載されず、次のコーナーの紹介はなかった。
作者は「バカデミー」と同じ天久聖一とさいくろん猿橋。
ラン王
「ビリケツ王国」のワガママな王様。ハガキのネタを実体化させる力を持っている。本業はアンやケートの近所の酒屋（乱金酒店）。
アン
ビリケツ王国の王女。ケートと兄弟ではない。
ケート
ビリケツ王国の王子。アンと兄弟ではない。
ババザベス女王
世界一厳しいラン王のライバル。
内容は「好きな食べ物・嫌いな食べ物」など読者の意見を集計したランキング、「うるさい人ベスト3」など読者が作ったベスト3、「ブサイクで金持ちとハンサムで貧乏 どっちがいいか」など正反対の意見でどちらが支持が多いかを募集する3つのテーマに分かれていた。なお、テーマにそぐわない意見も番外として掲載されたことがある。
前コーナー以上に下ネタが増え、投稿数も減少したことから半年で打ち切りとなる。
掲載第1回では「先生になって欲しい有名人ランキング」で1位を獲得したはなわが出演した。

### ハガキ伝説バカベンチャー
「超ラン」打ち切り後に始まった勝見直人の復帰作。それまでの路線とは大きく一転した。地球の生死を決める戦いだったが、実はごっこだった。スタジオのセットは公園になっていた。2004年10月号から2006年9月号まで連載されていた（前号告知が行われなかったため、送られたネタが掲載されたのは2004年12月号から）。

#### コーナー
- バカキャラ戦記
- マジスカデン
- セリフを変えちゃおう!（バカベンチャー終了後は、アニマルの森〈後述〉の「1コマギャグの泉」に継承された）

#### 登場人物
勇者ボッケル
ハガキで世界の平和を守るオバカ少年。「 - ダス」が口癖。実は魔王の弟。
メ〜ルくん
ボッケルの賢いペット（ヤギ）。1回魔王にやられるが、その後究極体に進化した。実はボッケルのただのペット。
魔王
世界征服を図る悪の支配者。実はボッケルの兄。本名はドン・バカチョ。
犬歯
読者が考えた戦闘キャラ。ボッケルにやられる。
黒城教師郎
同じく読者が考えた戦闘キャラ。ボッケルにやられる。『デュエル・マスターズ』に登場する黒城凶死郎のパロディ。
スナイパンダ
魔王の最後の刺客として登場。これも読者が考えた戦闘キャラ。ボッケルとの戦闘中に冬眠してしまった。
コーデスカオオカブト
元は、読者が考えた戦闘キャラだったが、レギュラーキャラクターとなる。魔王の手下として登場。「こうですか?」が口癖。
ソーデスヨオオカブト
コーデスカオオカブトと同じく、読者が考えた戦闘キャラだったが、コーデスカオオカブトとコンビを組むくらいレギュラー化した。魔王の手下として登場。「そうですよ」が口癖。その後「 - オオカブト」シリーズが大量に出てきた。

### ようこそ!ハガキ アニマルの森
「ハガキ伝説バカベンチャー」を継承して、2006年10月号から2010年3月号まで連載されていた。予告ではイラストが谷口あさみだったが連載時からは萬屋不死身之介になった。なお、コーナーは以下のとおりである。2007年12月号をもって終了し、2008年1月号から内容はそのままで「ようこそハガキ アニマルの森Z」にリニューアル。Zの略は雑炊、ゾウリムシなど毎回変わる。また、2009年12月号からは内容を一新して「ようこそハガキ　アニマルの森2ndz」に再びリニューアルした。
2010年3月号の最終回で再びメンバーがごはんだいすき（後述）らに戻ったためタイトルが再び「ようこそハガキ アニマルの森Z」になった。
- 読者募集の結果、村の名前は「ぜんめつ村」に決定。採用理由はハガキが来ないと村が潰れることをよく表現できているから。
- 最終回で2010年1月号の次回のお題で読者に募集したタイトルの「ようこそ!」の部分にかわる言葉が発表され「今回で最終回」に決定した。ごはんいわく「読者に先読みされてた!!」。

#### 登場キャラクター
ごはんだいすき
主人公。主人公の名前が最初はなく、読者から募集した結果は「ごはんだいすき」。松坂大輔みたいでかっこいいからという理由で名付けられた（本人は「『だいす』しか合ってないよ!!」とツッコんでいた）。なお、他の名前候補としては「ゴーグル野郎」「にょいたろう」「吉本・デスブリンガー」「クリスタルう○こ」があり、それを聞かされたごはんは「ロクなのがない...」とショックを受けていた。涙もろく、そのような描写が描かれる時もある。
ああああ
初代村長。初代の村長も名前がなく、読者から募集した結果で名前は「ああああ」になり、ゲームで適当に決めたような名前になり、さらに職業は泥棒になり村長ではなくなったため村長という地位から一気に没落した。最終的には馬と合体しケンタウロスのような新生物になっていた。
以下、メンバー変更後含み全て読者募集キャラクター。
ケロ彦（けろひこ）
1コマギャグの泉担当。ブリーフ一丁だったが、夏服の募集により葉っぱ一枚となった。
タヌキン
美術館→もしもミュージアム担当。プライドがない。最終的にはボスに従っていてモヒカン頭に武装のような格好になっていた。
コザック爺さん
2代目、4代目、6代目（最終回）村長。写真館を担当していたが、投稿者がほとんどおらず、爆発しその後消滅した。コザック自身も爆発に巻き込まれ、どこかへ吹き飛ばされたものの、読者募集キャラクターのアフロ亀がクッションになり辛うじて残っている。ああああと結婚していて、子供もいる。
ボス
3代目村長。大砲や戦車を好む。一時期、彼のせいで村が大変なこととなっていたが、玉ねぎが弱点であることを見抜かれたため村に平和が訪れた。
ガム
5代目（2ndz時代）村長。普通のガムである。パッケージに花のマークと「ソンチョーガム」と書かれている。ガムなので話せない。アニマルの森2ndzの第1回でスローン（後述）らに食べられてしまった。

#### メンバー変更後
2009年11月号でガムが村長に就任したのと同時にメンバーが入れ替わった。ごはん達曰く、「このままじゃ絶対このまんが終わるよ…」。
スローン
タヌキンに代わりもしもミュージアムの担当。漢字以外はカタカナで話す。タヌキンいわく「こんなどっちが前か後ろかわからないやつに負けるなんて…」。
血リス（ちりす）
ケロ彦に代わり1コマギャグの泉担当（血リスが担当になったのと同時にコーナー名が1コマギャグの泉から1コマギャグの血の泉になった）。体中から血が噴き出している。
カメどん
ああああの代わり。特に役職はない。新レギュラーメンバーの中で1番常識があり、唯一のツッコミ役でもある。
ニュータヌキン
ごはんだいすきの代わり。話せない村長に聞いて村長は何も言っていないのに勝手に決めて新キャラでOKということにした。ニューと名乗っているもののモヒカンを切り服装を変えたただのタヌキンである。メンバー変更後直後は本人が言うには副村長だったが、村長のガムは話せないためタヌキンが実権を握っており村長とも言えるようになっていた。最終回で、彼が副村長（実際は村長）になってから読者からの苦情が凄かったことがコザック爺さんの発言で明らかになる（その際タヌキンは「何で最後にそんなこと報告すんの!?」と言っていた）。

#### コーナー
ハニマルけいじ板
アニマルの森の新しい住人を、読者に募集してもらうコーナー。新しい住人は一話限りの登場である。また、採用されたキャラクターの中には著作権スレスレのキャラクターも存在する。担当キャラは2代目村長のコザック爺さん。以前は初代村長のああああが担当していた。例:オバマ大統領のパロディの、バラク・オナラ。
スーパー写真館
読者から送られた写真を紹介するコーナー。前述の通り消滅した。
1コマギャグの血の泉
コロコロコミックの漫画の中から1コマを選んで、セリフを変えるコーナー。前コーナー「ハガキ伝説バカベンチャー」の「セリフを変えちゃおう!」というコーナーを継承したコーナー。このコーナーは一番人気である。
リアル美術館
毎回の決められたコロコロコミックの漫画作品で出てくるキャラクターをリアルにして書いて載せるコーナー。担当キャラは、タヌキンだったが、一度読者投稿キャラのボスになり、また以前のタヌキンが担当に戻った。このコーナーは既に消滅している。
もしもミュージアム
美術館と交代というかたちで始まった、毎回お題に沿って絵を描くコーナー。担当はタヌキン。「美術館」よりも幅を広げた感じとなっている。例：ビー太とジョーカーが合体したら？

### ハガキで友だちハガ友マンション
「アニマルの森」の後継として、2010年4月号から2012年7月号まで連載された。担当はコーヘー。

#### コーナー
ハガ友新入居者
ハガ友かいらん板2012年8月号
「1コマギャグの泉」の継承である。
ハガ友笑店街
考えた変な店を描いて送るコーナー。実際に見つけた変な店の写真も良い。
　偉人ギャグ物館
　偉人の画像に合う実際とは違う偉人の名前を募集。

#### 主要登場人物
ひー郎主人公。ハガ友マンションに引っ越して来た少年で、いつも鼻水を垂らしている。母が幼いころに亡くなっている。ヒロインという妹がいる。
ブリ大根くん
102号室住人。大根の父とブリの母をもつ。煮込むと美味しいらしい。
雪ダルマッチョマン
103号室住人。ブリ大根くんとは仲が良い様子。筋トレをすると溶けてしまうため、冷蔵庫で冷える。冬季しか会えない。しかし、かき氷になってしまった。後に、メカ雪ダルマッチョマンとなった。
　かいらんライダー
「かいらんダーッ!」という掛け声で毎月色々な場所から出てくる。ハガ友かいらん板のコーナー担当。元々読者が考案したキャラクターだったが、レギュラー化し、2011年7月号で一度主役になった。
　カマ子
　偉人ギャグ物館の担当。本作のヒロインだが、ケツアゴで髭が生えている。現在は整形して、普通の女性の顔になっている（時々髭が生えることがある）。
　ガンダム
　その昔、世界の危機を救ったと言われる伝説の巨大ロボ。外見は西郷隆盛そのままであり、「ガンダムラリアット」という必殺技をもつ。名前は「偉人ギャグ物館」にて読者が考案。

### 世界一ウケたい!珍検ゼミナール
「ハガ友マンション」の後継として、2012年8月号から2015年3月号まで連載された。担当は武内いぶき。

### ポストの奥まで送ってQ! 読者投稿バラエティー
「珍検ゼミナール」の後継として、2015年4月号から2017年4月号まで連載された。担当はきさいちさとし。

### ダッシュで送れ!ハガキ島
「ポストの奥まで送ってQ!」の後継として、2017年5月号から2019年3月号まで連載された。担当はラーメン若。

### 大投稿ハガキブラザーズ
「ハガキ島」の後継として、2019年4月号から2020年4月号まで連載された。担当はベラボウ。

### ハガキで解決!!探偵コロコロスクープ
「ハガブラ」の後継として、2020年5月号から2021年4月号まで連載された。担当は引き続きベラボウ。

### ハガキアパート コロコロ荘
「探偵コロコロスクープ」の後継として、2021年5月号から2023年3月号まで連載された。担当はとし山じゅん。

### オモコロ放課後クラブ
「コロコロ荘」の後継として、2023年4月号から2024年11月号まで連載された。担当はオモコロ。

### うんコロちゃんねる
「オモコロ放課後クラブ」の後継として2024年12月号から連載中。担当はひらめけ！うんぴょこちゃんねる。

### 天才推理ブタジル
ブヒカン警部が推理する事件のトリックなどをクイズで答えていく読者コーナー。漫画は黒葉潤一。毎月、正解を当てた応募者の中から10名に商品が送られる。2007年11月号をもって終了した。

#### 主要登場人物
ブヒカン警部
このコーナーの主人公。冷静な性格。「このブタジルがー!」が口癖。
刑事たち
ブヒカン警部の側近の刑事。今までに3回交代している。この刑事は作者の担当をモチーフにしている。
かずくん刑事
初期に出ていた刑事。初期ではブヒカン警部同様、名脇役だったが、ある事件で被害者をかばって撃たれ入院。その後ばったりと消え、イシイ刑事がほとんど目立ってしまった上、10月号で犯人にされるなど悲惨なキャラクターである。
イシイ刑事
かずくんに変わって登場した刑事。よく驚くと髪の毛が抜ける。爆弾解除の名人で、どんな爆弾も40秒あれば解除可能。警部に昇進するが事件に巻き込まれる。勝手な行動でブヒカン警部を驚かせたり困らせることもあり、たいした活躍はしていない。
ジュン刑事
アメリカ帰りの刑事。漢字が苦手。勝手な行動が多いが結果的に事件を解決するきっかけになっており、イシイ刑事よりは役に立っている。

### スチャダラ通信
1992年夏 - 1998年9月号まで、上記の読者コーナーとは別に、本誌の真ん中辺りのページに掲載されていた読者コーナー。スチャダラパー（ここではスチャダラ星人と称する）が編集を務めた。イラスト・4コマ漫画はすもと亜夢が担当。1回ネタを掲載されるごとに「1万ダラ」を授与される。5万ダラ集めるとTシャツ、10万ダラ集めると希望のゲーム機が賞品としてプレゼントされた。なお、100万ダラでも「もっとすてきな賞品（?）」が賞品として当たることになっているようだったが、誰もその掲載回数に達することはなかった。最高掲載者の横尾和慶（50万ダラ獲得）は、ピョコタンとして漫画家になり、『コロコロコミック』で連載も持った。また、このコーナーを担当したスチャダラパーはコロコロを題材にした歌「コロコロなるまま」を発表した。

#### 主なコーナー
地球人VSスチャダラ星人
地球人が挙げる一般名詞を、スチャダラ星人風に駄洒落の言葉に変える。
めざせJリーグ!!
地名をダジャレにした架空のサッカーチームの概要とマスコットを書く。
大ボラコンテスト
とんでもない大ウソをつく。
スチャダラ珍獣図鑑
実在の有名人の名称をパロディ化した名前のお題に対し、想像でそのイラストを描く。
ゴッドファザー
お題に出された単語を、別の言葉で言い換える。

### 創のまんぷくガキグルメ
読者が考えたおやつを紹介するコーナー。
- 登場人物

具留米創
奇跡の味を創る天才小学生。
具留米突連
甘え上手。創の親父。常に裸。そして色々な人のモノマネができる。

## 新人漫画家育成コーナー
将来の漫画家育成のため読者から作品を募集しているコーナー。

### コロコロまんがアカデミー
1994年から1995年まで巻末に掲載されていたコーナー。今賀俊による漫画で漫画執筆の基礎知識を紹介すると共に、読者から送られた『ドラえもん』を題材とするテーマ別の4コマ漫画を掲載していた。連載終了後はてんとう虫コミックススペシャルより単行本も発売された。『まんがアカデミー』の題で電子書籍化もなされている。

#### 登場人物
かける
本作の主人公で、プロの漫画家になることを目指している少年。同作者による『爆球連発!!スーパービーダマン』にも主人公タマゴのビーダー仲間として登場している。漫画にかける情熱は熱いが、飽きっぽく失敗ばかりする少年というコンセプトで制作された。
Dr.ペンガー
主人公かけるに漫画の書き方を教えてくれる、長身のヒーローロボットのようなキャラクター。絵に描かれたものを実体化させる「ペンガーワンダービーム」の他、「ペンガータイムウェーブ」や「ペンガーミクロ光線」など様々な不思議な技を使用できる。正体不明で、漫画のことなら何でも知っており、他人に厳しく自分に甘いがいい人であるということをコンセプトに制作された。
カコ
かけるの妹。気が強く口が悪いが、兄思いの女の子。
今賀俊
コロコロまんがアカデミーの作者。「漫画家は自身の漫画を自由に作り上げることができ、（自身の漫画の中では）いわば神様のようなものである」ということを体現するため、神様のような出で立ちをしている。
眼靴王
Dr.ペンガーの友人。眼球から足が生え、靴を履いているといった見た目のキャラクター。漫画を書く上での様々なアングルを紹介する際に登場した他、様々な場面で登場する。

### コロコロ漫画大学校
- 「藤子・不二雄賞」とは別に2000年からコロコロ独自で行われる新人賞。3か月ごとにオリジナル作品を募集し、優秀作はその評価で金メダル・銀メダル・銅メダルが贈られる。また、作品全体とは別に注目すべき点のあった1ページには「笑金」が贈られる。受賞後に活躍している作家に曽山一寿などがいる。
- 初期はコロコロの連載作家が審査員を務めることもあった。
- 誌面では漫画の基礎を紹介する漫画コーナーと、作品募集の告知を行っている。

#### 登場人物
コミ太
初代主人公。マンジロー校長から漫画の基礎を教わっている。執筆者はおぎのひとし。
ペン之助
2代目主人公。武士だったが漫画家を夢見てコロコロ編集部に筆書きの駄作を持ち込む。コロコロ編集部と連載作家から漫画の基礎を教わっていた。執筆者はおおせよしお。
ペン太
3代目主人公。生まれて初めてコロコロを見た瞬間に漫画家になることを決意したガリ勉少年。サガミネーターと執筆者の板垣雅也から漫画の基礎を教わっていた。作者が「マスカレード」の連載に集中するため何の脈絡もなく打ち切りとなる。
小タマ
4代目主人公。「藤子不二雄賞」受賞後、連載に恵まれなかった小ガエルがサガミネーターに小タマに退化させられ、連載作家から漫画の基礎を学ぶよう命じられるという設定。コロコロ編集部と連載作家から漫画の基礎を教わっている。なお、小ガエルは開始時点でコロコロイチバン!で『ガリガリ君』を執筆していた他、途中から月コロで『ド根性小学生ボン・ビー太』の連載も開始している。
番長
5代目主人公。この世の漫画を全て読み尽くしたため、もっと読みたいと願う。執筆者は矢川タケカズ。
横田編集長
ペン之助編で登場した編集長。「ヨコタヌキ」というあだ名で呼ばれることもあったが、基本的に普通の人間。モデルは横田前編集長。
サガミネーター
ペン之助編以降登場している編集長。金髪でサングラスをかけており、常に黒ずくめの服と武器を身につけている。横田編集長を抹殺して編集長に就任したとの噂があるらしい。このコーナー以外にも誌面の情報ページなどにも登場している他、公式サイトではコロドラゴンとサガミネーターによる4コマ漫画が連載されている。モデルは佐上7代目編集長。

## 発行部数
- 2004年（2003年9月 - 2004年8月） 1,198,333部[23]
- 2005年（2004年9月 - 2005年8月） 1,085,000部[23]
- 2006年（2005年9月 - 2006年8月） 963,334部[23]
- 2007年（2006年9月 - 2007年8月） 932,500部[23]
- 2008年（2007年10月 - 2008年9月） 885,000部[23]
- 2009年（2008年10月 - 2009年9月） 911,667部[23]
- 2010年（2009年10月 - 2010年9月） 950,834部[23]
- 2011年（2010年10月 - 2011年9月） 837,500部[23]

2017年5月号時点での本誌累計発行部数は4億冊を突破している。
|        | 1〜3月       | 4〜6月     | 7〜9月     | 10〜12月     |
| ------ | ------------ | ---------- | ---------- | ------------ |
| 2008年 |              | 883,333 部 | 910,000 部 | 896,667 部   |
| 2009年 | 923,334 部   | 936,667 部 | 890,000 部 | 920,000 部   |
| 2010年 | 1,010,000 部 | 956,667 部 | 916,667 部 | 950,000 部   |
| 2011年 | 893,334 部   | 763,334 部 | 743,334 部 | 733,334 部   |
| 2012年 | 710,000 部   | 700,000 部 | 648,334 部 | 630,000 部   |
| 2013年 | 616,667 部   | 573,334 部 | 560,000 部 | 620,000 部   |
| 2014年 | 673,334 部   | 820,000 部 | 960,000 部 | 1,116,667 部 |
| 2015年 | 1,050,000 部 | 970,000 部 | 920,000 部 | 896,667 部   |
| 2016年 | 870,000 部   | 806,667 部 | 790,000 部 | 843,333 部   |
| 2017年 | 763,333 部   | 776,667 部 | 763,333 部 | 800,000 部   |
| 2018年 | 786,667 部   | 726,667 部 | 716,667 部 | 663,333 部   |
| 2019年 | 623,333 部   | 640,000 部 | 560,000 部 | 563,333 部   |
| 2020年 | 526,667 部   | 510,000 部 | 483,333 部 | 446,667 部   |
| 2021年 | 406,667 部   | 376,667 部 | 360,000 部 | 346,667 部   |
| 2022年 | 456,667 部   | 330,000 部 | 330,000 部 | 336,667 部   |
| 2023年 | 323,333 部   | 333,333 部 | 326,667 部 | 326,667 部   |
| 2024年 | 303,333 部   | 323,467 部 | 253,940 部 | 273,333 部   |
| 2025年 | 230,000 部   | 235,000 部 |            |              |

## 執筆室
1980年代までのコロコロ編集部は、小学館本社近くの貸しビルに漫画家たちが泊り込みで漫画を描ける「執筆室」を用意していた。初代編集長である千葉和治の発案により、資金繰りの苦しい若手漫画家たちの、編集部までの交通費を浮かす等の理由で設けられたもので、利用した漫画家たちはお互いの原稿を手伝うなどして横の繋がりを深めていた。執筆室の常連だった漫画家には、たかや健二、ながいのりあき、大林かおる、小林たつよしらがおり、当時はまだ新人でアシスタントとして出入りしていた面々には徳田ザウルス、飛鳥昭雄、岩田和久、安江浩司らがいる。漫画執筆のみならず、執筆の合間の食事、様々な話題の雑談、酒などの楽しみもあった。たかや健二によれば、執筆室は夢と情熱にあふれた若い漫画家たちの場であり、当時の仲間たちとの交流はその後も続いており、執筆室はいわばトキワ荘のような存在だったという。

## 40周年記念プロジェクト
2017年に創刊40周年を迎えるにあたり、創刊40周年記念プロジェクトを展開している。
- モンテリーズジャパン「リカルデントKIDS」- コラボレーションガムの発売
- 東京スカイツリー - コラボカフェの設置およびスタンプラリーの実施
- 東武伊勢崎線（東武スカイツリーライン）・東武亀戸線 - スタンプラリーの実施
- 日刊スポーツ新聞社・日刊スポーツ新聞西日本 - 「コロコロ40周年新聞」を7月15日から発行[26]
- パ・リーグ（日本ハム・楽天・西武・ロッテ・オリックス・ソフトバンク） - パ・リーグ親子プロジェクトの2017年度コラボテーマとして実施
- サンリオ - 歴代の人気連載漫画のキャラクターを同社がアレンジデザインしたグッズの発売

### Webアニメ
『40周年だよ!!コロコロオールスター小学校』は、YouTubeコロコロチャンネルで配信の40周年記念Webアニメ。

#### 登場キャラクター
演じた声優も併せて記載。
- 『ドラえもん』
  - ドラえもん - 水田わさび
  - のび太 - 大原めぐみ
  - しずか - かかずゆみ
  - ジャイアン - 木村昴
  - スネ夫 - 関智一
- 『妖怪ウォッチ』
  - ジバニャン - 小桜エツコ
  - ロボニャン
- 『100%パスカル先生』
  - パスカル先生 - 佐藤はな
- 『ベイブレードバースト』
  - 蒼井バルト - 井上麻里奈
- 『なんと!でんぢゃらすじーさん』
  - じーさん - 中村大樹
- 『ケシカスくん』
  - ケシカスくん - 岩田光央
- 『デュエル・マスターズ』
  - 切札ジョー - 小林由美子
- 『フューチャーカード バディファイト』
  - 未門牙王 - 水野麻里絵
- 『怪盗ジョーカー』
  - ジョーカー - 村瀬歩
- 『ウソツキ!ゴクオーくん』
  - ゴクオーくん - 西墻由香
- 『マジで!!まじめくん!』
  - まじめくん - 池辺久美子
- 『パズドラクロス』
  - 龍喚士エース - 吉永拓斗
- 『ゾゾゾ ゾンビーくん』
  - ゾンビーくん - 安井咲希
- 『手裏拳トンマ』
  - 目賀トンマ - 虎渡瑞季
- 『野球の星 メットマン』
  - 星野空 - 弘松芹香
- 『おぼっちゃまくん』
  - 御坊茶魔
- 『うちゅう人 田中太郎』
  - 田中太郎
- 『つるピカハゲ丸』
  - ハゲ田ハゲ丸
- オリジナルキャラクター
  - 新キャラくん
  - 編集長 - 和田誠

#### スタッフ
ドラえもんアニメパート
- 原作 - 藤子・F・不二雄
- 絵コンテ・演出 - 腰繁男
- 作画監督 - 大武正枝
- 色指定 - うすいこうぢ
- 美術監督 - 堀江志
- 撮影監督 - 熊谷正弘
- 音響監督 - 田中章喜
- 音響制作 - AUDIO PLANNING U
- 録音スタジオ - APU MEGURO STUDIO
- アニメーション制作 - シンエイ動画

コロコロオールスター小学校パート
- 監督 - 小高義規
- 脚本 - 永野たかひろ
- 絵コンテ - 小野勝巳
- 演出 - 春藤佳奈
- 作画監督 - 小沢久美子、佐藤和巳、しもがさ美穂、武内啓、長森佳容、薮本陽輔、山田俊也
- 色彩設計 - なかむらちほ
- 色指定・仕上げ検査 - 小日置知子
- 美術監督 - 宮家昌和
- 背景 - 新間夏海
- 撮影監督 - 浅川茂輝
- アニメーション制作 - OLM TEAM KAMEI
- 音響監督 - 飯塚康一
- 音響制作 - HALF H・P STUDIO
- 録音スタジオ - スリーエススタジオ
- 音楽 - 鳴瀬シュウヘイ
- 製作 - 小学館 コロコロコミック編集部
- 協賛 - ガンホー・オンライン・エンターテイメント株式会社、株式会社キッズステーション、株式会社コナミデジタルエンタテインメント、株式会社タカラトミー、株式会社タカラトミーアーツ、株式会社バンダイ、株式会社ブシロード、株式会社レベルファイブ、映画『妖怪ウォッチ』プロジェクト2017、『ポケットモンスター サン&ムーン』、『ポケモンの家あつまる?』
- 協力 - 相棒学園2017、ウィザーズ・オブ・ザ・ゴースト、怪盗ジョーカープロジェクト、パズドラクロスプロジェクト2017、100%パスカルプロジェクト、BBB Project、妖怪ウォッチプロジェクト

#### 各話リスト
| 話数  | サブタイトル                                      | 配信日         |
| ----- | ------------------------------------------------- | -------------- |
| 第1話 | コロコロキャラがガチバトル! 夢の対決! No.1決定戦! | 2017年 7月14日 |
| 第2話 | コロコロ読者を守れ! 40年史上最大の敵現る!?        | 11月15日       |